# Distrito de Nueva Cajamarca
El distrito peruano de Nueva Cajamarca, Primer Distrito Andino Amazónico del Perú, es uno de los nueve distritos que conforman la Provincia de Rioja en el Departamento de San Martín, bajo la administración del Gobierno Regional de San Martín en el Perú. Limita por el norte y por el este con la Provincia de Moyobamba; por el sur con el Distrito de Rioja; por el norte con el Distrito de Pardo Miguel; por el oeste con el Distrito de Yuracyacu.
Desde el punto de vista jerárquico de la Iglesia católica forma parte de la Prelatura de Moyobamba , sufragánea de la Metropolitana de Trujillo y encomendada por la Santa Sede a la Archidiócesis de Toledo en España.

## Historia
La incursión de los primeros colonos en las tierras que hoy constituyen la base territorial de Nueva Cajamarca, se registran desde 1967. La fuerte atracción que ejercían las nuevas tierras en el espíritu luchador de los recién llegados (mayoritariamente de Cajamarca),  más los intensos trabajos que se realizaban en la construcción de la carretera de penetración a la selva peruana denominada "Carretera Marginal de la Selva". 
Es entonces a partir de 1970 que este territorio empieza a colonizarse y a soportar una alta presión demográfica como consecuencia de fuertes corrientes migratorias provenientes, en general, de los departamentos de Cajamarca y Amazonas, que trajo consigo una población trabajadora que aspiraba y aspira progresar básicamente a través de la actividad agrícola, ganadera, industrial y comercial.
El 21 de diciembre de 1984 el pueblo de Nueva Cajamarca logra el ascenso a distrito, mediante Ley Nº 24040 del Congreso de la República, en el segundo periodo de gobierno del Presidente Fernando Belaúnde Terry.
En la época prehispánica, el valle del alto mayo estuvo habitado por numerosas comunidades indígenas, entre estas merecen destacar: Uquihuas, chepenes y casca yungas, dispersas en el territorio que actualmente comprende la Provincia de Rioja; muyupambas donde actualmente se ubica la Provincia de Moyobamba.
En el siglo XVI, se producen las primeras entradas de los colonizadores españoles al territorio que hoy constituye la Región San Martín. En 1540 se funda Moyobamba, en 1656 Lamas y en 1782 Tarapoto y Rioja. Tras estos sucesos empieza a producirse un primigenio intercambio comercial y cultural entre los pueblos mencionados y los de la sierra norte; fundamentalmente con Chachapoyas, Jumbilla Rodríguez de Mendoza, Celendín y Cajamarca. La comunicación se desarrolla a través de caminos de herradura.
Siglos después, en 1934, se da inicio a la comunicación por vía aérea, tras la inauguración del primer campo de aterrizaje en Moyobamba; posteriormente se construirían los de Rioja, Tarapoto y Juanjui. A consecuencia de esto, las ciudades sanmartinenses fortalecen sus vínculos con los de la sierra y a la vez amplían sus relaciones comerciales y culturales, al enlazarse igualmente con las principales ciudades de la costa. Empieza el proceso de migración, principalmente de la sierra hacia la selva. Muchos ciudadanos de Chachapoyas, Mendoza, Celendín Chota y Cajamarca, en su mayoría comerciantes y agricultores, llegan a establecerse y a formar familias en Rioja y Moyobamba.
A partir de 1950, con la construcción de un tramo de carretera de penetración Olmos – Marañón y el desarrollo de un programa de colonización militar, se producen las primeras corrientes migratorias desde Cajamarca y otras ciudades de la costa norte.
En 1961, el Ejército peruano inicia la construcción de la carretera de penetración hacia la selva, cuyo tramo Quebrada Honda – Ingenio – Venceremos fue concluido en 1974. En 1977, se concluye el tramo que une Moyobamba con el Centro Poblado de Venceremos.
Cabe destacar que fue durante el primer Gobierno del Arq. Fernando Belaunde Terry, cuando se impulsa decididamente la construcción de la carretera Marginal de la Selva.
Tras la apertura de la Carretera Marginal, se produce la mayor oleada migratoria hacia la Amazonia; originando con ello el poblamiento de grandes extensiones de tierra inexploradas. El Departamento de San Martín no podía ser excepción. La sub – región Alto Mayo empieza a soportar una alta presión demográfica.
El poblamiento de San Martín, está íntimamente ligado al desarrollo de infraestructura vial e influenciada por la instalación de los Proyectos Especiales promovidos durante el segundo gobierno de Belaunde Terry (1980 – 1985). La carretera Marginal modificó la orientación de los flujos comerciales de San Martín hacia los mercados costeños y las rutas fluviales hacia el Río Amazonas quedaron prácticamente desplazadas.
Las primeras incursiones mestizas al territorio que hoy ocupa el distrito de Nueva Cajamarca , se inicia por el año 1963, cuando don Segundo Riva Lozano, agricultor cajamarquino, se establece en la zona denominada “La dorada” (Alto Yuracyacu), posteriormente por el año 1968, llegan a esta zona: José Mercedes Díaz Silva, Alejandro Apaéstegui Lingán, Antonio Becerra Fernández, Luis Melchor Cabrejos, Eleodoro Silva Díaz, Feliciano Vásquez Herrera, Dionisio Medina, Gimel Calle Castillo, Vicente Haya entre otros, ciudadanos más; quienes inicialmente se ubicaron en Yuracyacu y otros poblados cercanos, desde los cuales partían continuamente a explorar tierras.
Siguiendo hacia el Oeste, por el borde del Río Yuracyacu, se ubicaron muy cerca de la trocha por donde pasaría luego la Carretera Marginal de la Selva, hoy Carretera Fernando Belaúnde.
El proceso de la fundación de Nueva Cajamarca se inicia el 4 de diciembre de 1972, fecha en que se instala el “comité Organizador de la Nueva Comunidad de Nueva Cajamarca”. Un año y medio después el 29 de junio de 1974 se crea el centro poblado “Nuevo Cajamarca”, evento al cual asistieron más de medio centenar de personas, entre lugareños y ciudadanos de Rioja. Es sabido que para el nombre hubo dos propuestas: unos quisieron denominarlo Nuevo Piura y otros Nuevo Cajamarca, ganando esta última, debido a que la mayoría de los representantes eran oriundos del Departamento de Cajamarca. En esta ceremonia se designa también a los Patrones del Centro poblado: San Pedro y San Pablo.
Como consta en al acta de fundación, entre los dirigentes locales que participaron en la Ceremonia de fundación se encontraba don Javier Apaéstegui Lingán (Agente Municipal). Y don Gimel Calle Castillo (Dirigente Comunal), entre las autoridades riojanas figuraron: El Señor Jorge Bravo Bueno (Sub – Prefecto Provincial), Ing. Juan del Mar Ramírez (Alcalde Provincial), Prof. Juan Monroe Martínez (Director del NEC – 02), Reverendo Florencio Zavala (Párroco de Rioja) y señor Astolfo Paredes Arce (Agrimensor del Ministerio de Agricultura).
Los trabajadores preliminares de ordenamiento del pueblo empezaron con la lotización del terreno de la familia Gonzales – Becerra, lo que permitió extenderlo hacia el Este. Con el apoyo de la Zona Agraria IX de Tarapoto se inició el trazado del pueblo, proceso en el cual también participaron el perito de Rioja; el abogado de oficio defensor del campesino; el secretario del Juzgado de Tierras de Tarapoto; el presidente de la FASMA, entres otros funcionarios más.
Cabe destacar que el territorio que ocupa actualmente Nueva Cajamarca, perteneció al distrito de Yuracyacu, a la zona destinada al Parque Nacional de Rioja; reserva natural que se mantuvo hasta el asentamiento de los colonos y de las empresas extractoras de madera.
Una de las actividades que contribuyeron a dinamizar la economía de Nueva Cajamarca fue el desarrollo de las ferias nominales, donde se congregaban pobladores de los diferentes caseríos aledaños, los mismos que combinaban la venta de sus productos con el aporte, lo que resultó un gran atractivo; propiciando que estas ferias se vuelvan a repetir todos los domingos.
Como consecuencia del rápido crecimiento económico y poblacional, los trámites para la elevación de categoría política a Nuevo Cajamarca no se hicieron esperar, las gestiones fueron promovidas por las autoridades de la Provincia de Rioja, quienes al notar la importancia que iba logrando este centro poblado y otros de reciente creación, consideraron fundamental elevarlos de categoría, para de esta forma lograr mayor presupuesto de parte del gobierno central. Es así que, al finalizar el Gobierno del Arq. Fernando Belaunde Terry, por ley Nº 24040, del 26 de diciembre de 1984, se crean los distritos de Nueva Cajamarca, Elías Soplín Vargas, San Fernando, Awajun y Pardo Miguel por esta misma ley, la capital de estos nuevos distritos se eleva de categoría, centros poblados a pueblos. Es aquí también que posiblemente por un error tipográfico, se cambió el nombre Nuevo Cajamarca por Nueva Cajamarca, que es como quedó registrada.
Actualmente Nueva Cajamarca se constituye como el Distrito más Progresista y emprendedor de la Región San Martín.
Relación de ciudadanos del “comité organizador de la nueva comunidad nuevo Cajamarca”
(4 de diciembre de 1972)
Melchor Cabrejos Bravo	        Arturo Monteza Villanueva 
José A. Becerra Hernández	Javier A. Apaestegui Lingán
Gimel Calle Castillo	        Domingo Aragonés Sánchez
Rey Díaz Coronel	        Reina Vásquez Pérez
Román Díaz Silva	        Agustín Lozada Díaz
Isidro Díaz Dávila	        Alberto Belaysosa Briones
Adriano Huamán Meléndez 	José M. Díaz Silva
Justina Villegas de Delgado	Tomas Zuta López
Arturo Barbosa Flores 	        Isaac Huamán Meléndez
Anselmo Vega	                Santiago Huamán
Presbítero Flores Meléndez	Baltasar Cubas
Gregorio García Jiménez	Dionisio Santos Calvay
Eleuterio Sánchez Lingán	Lisandro Lingán Espinal
Juan Delgado 	                Patrocinio Mendoza Tuesta 
Armando Julón Bustamante 	Máximo Asenjo Monteza
Segundo Asenjo Monteza	        Práxedes Vásquez
Carlos Zamora Díaz 	        Juan Delgado Olano
Cornelio Vásquez 	        Alfredo Arévalo
Wenceslao Delgado Flores	Guillermo Quispe
Sixto Tarrillo Villanueva	
La directiva quedó conformada de la siguiente manera:
Presidente: Sr. Melchor Cabrejos Bravo.
Vicepresidente: Sr. José A. Becerra Hernández.
Secretario de actas: Sr. Alfredo Arévalo.
Tesorero: Sr. Wenceslao Delgado Flores.
Fiscal: Sr. Arturo Monteza Villanueva
Secretario de Defensa: Sr. José A. Becerra Hernández.
Secretario de Prensa y Propaganda: Sr. Guillermo Quispe.
Vocales:
Sr. Sixto Tarrillo Villanueva
Sr. Gilmer Calle Castillo
Sr. José M. Díaz Silva
Alcaldes 
•	Ramón Rico Arévalo
•	Rimarachin 
•	Joel Vásquez Ramos
•	James Carranza 
•	Alcalde de Nueva Cajamarca Edy Tirado Ramos 
•	Santos Días Carrasco

## Geografía
Se encuentra ubicado en la Selva Alta de la Amazonía Peruana, en la jurisdicción del Departamento de San Martín, comprende parte de la provincia de Rioja, con una superficie total estimada en 33,243 hás. Se halla en el Valle del Alto Mayo, recorrido por una red hidrográfica formada básicamente por las sub cuencas del río Yuracyacu y río Soritor y por un sector del río Naranjillo.

## Población
El Distrito tiene 45 000 habitantes aproximadamente. Cerca del 75% de la población la compone el grupo andino característico, proveniente generalmente de las regiones Cajamarca, y Los Andes de Piura. La ciudad tiene un activo movimiento comercial, y un gran potencial agrario. Además, al ser puerta de entrada norte de la región la ha convertido en centro primario de migración.

## Capital
La Capital de este distrito es la ciudad de Nueva Cajamarca que se encuentra situada a 1 500 msnm.

## Fundación
- Creación como caserío

La fundación de Nueva Cajamarca se inicia el 4 de diciembre de 1972, fecha en que se instala el “comité Organizador de la Nueva Comunidad de Nueva Cajamarca”.
- Creación como centro poblado

Un año y medio después el 29 de junio de 1974 se crea el centro poblado “Nuevo Cajamarca”, evento al cual asistieron más de medio centenar de personas, entre lugareños y ciudadanos de Rioja.

## Autoridades

### Municipales
- 2019 - 2022[4]
  - Alcalde: Segundo Gonzalo Vasquez Tan, de Nueva Amazonía.
  - Regidores:

  1. Idilfonso Artidoro Silva Vasquez (Nueva Amazonía)
  2. Milton Irigoin Purihuaman (Nueva Amazonía)
  3. Nelsy Vega Uriarte (Nueva Amazonía)
  4. Roger Monteza Acenjo (Nueva Amazonía)
  5. Teresa Esterlita León Celis (Nueva Amazonía)
  6. Wilder Cotrina Acuña (Acción Regional)
  7. Alberto Rivasplata Vasquez (Fuerza Popular)

### Policiales
- Comisaría

## Centros Educativos

### Centros de educación primaria y secundaria
•	Institución Educativa Primaria de Menores Nº 00614  (Jr. Bolognesi S/N Frente a la Municipalidad Distrital)
•	Institución Educativa Agroindustrial con Áreas Técnicas Manuel Fidencio Hidalgo FLores (Jr. 28 de Julio)
•	Escuela Santa Isabel
•	Escuela Los Olivos
•	Complejo Educativo Nacional "San Juan Bautista" N° 00903-Nuevo Edén (Inicial, Primaria y Secundaria)- CEN "SJB"
•	Escuela de Monterrey
•	Escuela de La Molina
•	ASEANOR “Nueva Cajamarca” institución adventista
•       Institución Educativa Parroquial “Virgen de la Medalla Milagrosa”

### Centros de educación Superior
- Universidad Católica Sedes Sapientiae, Sede Nueva Cajamarca.
- Instituto de Educación Superior Tecnológico Privado Buenaventura Mestanza.

## Actividades económicas
Ganadería:
-	Ganado porcino.
-	Ganado vacuno .
-	Crianza de cuyes. 
Agricultura:
-	Café
-	Arroz
-	Cacao
-	Yuca
-	Plátano
-	Papaya
Comercio de café, arroz y cacao, comercio ambulatorio.
-Sector Ferretero.
El material empleado para la construcción de las viviendas en la ciudad de Nueva Cajamarca, es en su mayoría de material noble, ya que es una ciudad de reciente creación (no se observa casas antiguas).
La ciudad de Nueva Cajamarca en el transcurso del tiempo se va consolidando como centro de operaciones de diversas actividades económicas y en la actualidad es la segunda ciudad más importante por su aporte al PBI departamental de San Martín. Sin embargo, muchas de estas actividades (sobre todo las agrícolas y ganaderas) no han generado una base productiva eficiente que permita encaminar al distrito de Nueva Cajamarca hacia un desarrollo sostenible que sirva de sustento y genere beneficios socioeconómicos y ambientales a su población; debido al desconocimiento de las potencialidades y limitaciones que ofrece un espacio tan complejo como lo es la Amazonía, sobre todo la selva alta.

## Organizaciones cafetaleras
•	ASOCIACION DE PRODUCTORES CAFETALEROS SELVANDINA ,de personería Jurídica identificada con RUC. Nº 20450231682, con domicilio legal en el Jr. Piura Nº 629 del Distrito de Nueva Cajamarca, Provincia de Rioja, Región San Martin.  Se encuentra Ejecutando un Proyecto: "Incremento de la oferta exportable de cafés certificados en la Asociación de Productores Agropecuarios Cafetaleros Selvandina del Distrito de Nueva Cajamarca, Provincia de Rioja, del Departamento de San Martín", CONTRATO DE ADJUDICACIÓN N° 44-2015-INIA-PNIA/UPMSI/EXT.

## Zonificación Ecológica Económica
La zonificación ecológica económica es una herramienta de consulta (información integrada y actualizada de las características físicas, biológicas y socioeconómicas del territorio), de investigación (vacíos de información), de planificación (definición de políticas, planes, programas y proyectos de desarrollo, y de ordenamiento territorial) y de negociación (decisiones relacionadas el uso del territorio y de sus recursos naturales). Es el instrumento que identifica las potencialidades y limitaciones del territorio (capital natural, físico, humano), determinando un abanico de posibilidades de uso y que es parte fundamental del proceso de OT, que además nos ubica sectores con carácter homogéneo para la priorización de la inversión. En la ZEE la interdisciplinariedad y el aporte del conocimiento local son indispensables para analizar cada factor y el sistema en su conjunto.

## Deportes

### Fútbol
El club de fútbol que representa al distrito de Nueva Cajamarca es Unión Comercio, fundado el 31 de enero de 2002. Juega en la máxima categoría del fútbol peruano, la Liga 1. Tiene como sede principal al Estadio IPD de Nueva Cajamarca y, como sede alterna al Estadio IPD de Moyobamba.